# A Pain That I'm Used To
«A Pain That I'm Used To» (en español, Un dolor al que estoy acostumbrado) es el cuadragésimo segundo disco sencillo del grupo inglés de música electrónica Depeche Mode, el segundo desprendido de su álbum Playing the Angel, lanzado en el 2005 sólo en Europa, aunque con una edición promocional para Estados Unidos.
A Pain That I'm Used To es una canción compuesta por Martin L. Gore, como lado B aparece el tema "Newborn" también de Gore. A Pain That I'm Used to se distingue en la carrera de Depeche Mode por ser uno de los temas más industriales que han realizado en toda su trayectoria, de hecho quizás sea su tema más agresivo hasta el momento.
El sencillo fue lanzado el 12 de diciembre de 2005 por Mute Records. Contiene remezclas a cargo de artistas del sello británico Mute como Goldfrapp y Jacques Lu Cont (Stuart Price). También hay dos versiones de radio, la primera es sólo una ligera remezcla, mientras la segunda es por completo diferente, más electrónica en instrumentación.
El sencillo fue lanzado físicamente sólo en el Reino Unido. En los Estados Unidos sólo tuvo un lanzamiento digital (a través de iTunes). Alcanzó el puesto 15 en el Reino Unido.
En Estados Unidos debutó en el número 45 en el Hot Dance Music/Club Play el 14 de enero de 2006, y alcanzó el  puesto 6.

## Descripción
A Pain That I'm Used To, en español Un Dolor al que Estoy Acostumbrado, resultó uno de los temas más industriales en la carrera de Depeche Mode, tras de haber sido precursores del género en conocidas canciones de sus primeros años como Everything Counts y principalmente People Are People, sin embargo mucho más inserto en la tendencia actual de la corriente mostrando una agresividad sonora que aquellos anteriores éxitos no contemplaban. Si bien en el anterior álbum habían incluido el tema duro The Dead of Night, ese no logró ser lo bastante intenso como para considerársele en el género industrial.
El tema comienza con un fuerte efecto de reactor, igual que aquella The Dead of Night, pero más potente, da paso a una serie de efectos de sintetizador, bajo, guitarra igualmente en cuerdas de notación grave, en ese tiempo dos estrofas, y llega al punzante coro cantado por los tres integrantes de DM, en el cual de paso se repite el efecto de reactor, nuevamente dos estrofas, coro y efecto de reactor, otra vez coro y efecto de reactor, y concluye como cinismo con unas tranquilísimas notas de teclado como hacían en temas de 1986.
DM había vuelto su tendencia industrial sólo un elemento de su música, lo cual es evidente en temas como Stripped y Personal Jesus, pero no su línea melódica, optando más por el pop, así que este fue una suerte de revisión al género evolucionado al que ellos mismos contribuyeran de modo importante en una etapa temprana, pero por lo mismo hubo inevitables comparaciones por resultar demasiado parecido al estilo de Nine Inch Nails, el mayor precursor del industrial contemporáneo, en lugar de ser medianamente similar a aquellos pretéritos temas, además A Pain That I'm Used to carece de la profundidad temática de aquellos.

## Formatos

### En CD y DVD
| Mute CD BONG 36 A Pain That I'm Used To |                           |          |  |
| N.º                                     | Título                    | Duración |  |
| 1.                                      | «A Pain That I'm Used To» | 4:11     |  |
| 2.                                      | «Newborn»                 | 5:34     |  |

| Mute LCD BONG 36 A Pain That I'm Used To |                                                    |          |  |
| N.º                                      | Título                                             | Duración |  |
| 1.                                       | «A Pain That I'm Used To» (Jacques Lu Cont Remix)  | 7:51     |  |
| 2.                                       | «A Pain That I'm Used To» (Jacques Lu Cont Dub)    | 8:00     |  |
| 3.                                       | «A Pain That I'm Used To» (Goldfrapp Remix)        | 4:39     |  |
| 4.                                       | «A Pain That I'm Used To» (Bitstream Spansule Mix) | 7:21     |  |
| 5.                                       | «A Pain That I'm Used To» (Telex Remix)            | 3:28     |  |

| Mute DVD BONG 36 A Pain That I'm Used To |                                               |          |  |
| N.º                                      | Título                                        | Duración |  |
| 1.                                       | «A Pain That I'm Used To» (video promocional) | 4:00     |  |
| 2.                                       | «A Pain That I'm Used To» (haciendo el video) | 4:00     |  |
| 3.                                       | «Newborn» (Foster Remix by Kettel)            | 5:29     |  |

| Mute RCDBong36 A Pain That I'm Used To |                                             |          |  |
| N.º                                    | Título                                      | Duración |  |
| 1.                                     | «A Pain That I'm Used To» (radio version 1) | 3:23     |  |
| 2.                                     | «A Pain That I'm Used To» (album version)   | 4:11     |  |

| Mute RLCDBong36 A Pain That I'm Used To |                                             |          |  |
| N.º                                     | Título                                      | Duración |  |
| 1.                                      | «A Pain That I'm Used To» (radio version 2) | 3:25     |  |
| 2.                                      | «A Pain That I'm Used To» (album version)   | 4:11     |  |

| Mute PCDBong36 A Pain That I'm Used To |                                                     |          |  |
| N.º                                    | Título                                              | Duración |  |
| 1.                                     | «A Pain That I'm Used To» (Jacques Lu Cont Remix)   | 7:51     |  |
| 2.                                     | «A Pain That I'm Used To» (Jacques Lu Cont Dub)     | 8:00     |  |
| 3.                                     | «A Pain That I'm Used To» (Bitstream Threshold Mix) | 6:07     |  |
| 4.                                     | «A Pain That I'm Used To» (Bitstream Spansule Mix)  | 7:21     |  |
| 5.                                     | «A Pain That I'm Used To» (Goldfrapp Remix)         | 4:39     |  |
| 6.                                     | «Newborn» (Foster Remix by Kettel)                  | 5:26     |  |

| Sire/Reprise/Mute PRO-CDR-101694 A Pain That I'm Used To |                                                     |          |  |
| N.º                                                      | Título                                              | Duración |  |
| 1.                                                       | «A Pain That I'm Used To» (Jacques Lu Cont Remix)   | 7:51     |  |
| 2.                                                       | «A Pain That I'm Used To» (Jacques Lu Cont Dub)     | 8:00     |  |
| 3.                                                       | «A Pain That I'm Used To» (Goldfrapp Remix)         | 4:39     |  |
| 4.                                                       | «A Pain That I'm Used To» (Bitstream Spansule Mix)  | 7:22     |  |
| 5.                                                       | «A Pain That I'm Used To» (Telex Remix)             | 3:28     |  |
| 6.                                                       | «A Pain That I'm Used To» (Bitstream Threshold Mix) | 6:07     |  |
| 7.                                                       | «Newborn»                                           | 5:34     |  |

### En disco de vinilo
7 pulgadas Mute BONG 36  A Pain That I'm Used To
| Lado A |                                             |          |  |
| N.º    | Título                                      | Duración |  |
| 1.     | «A Pain That I'm Used To» (Goldfrapp Remix) | 4:39     |  |

| Lado B |                                                    |          |  |
| N.º    | Título                                             | Duración |  |
| 1.     | «A Pain That I'm Used To» (Foster Remix by Kettel) | 5:26     |  |

12 pulgadas Mute 12 BONG 36  A Pain That I'm Used To
| Lado A |                                                   |          |  |
| N.º    | Título                                            | Duración |  |
| 1.     | «A Pain That I'm Used To» (Jacques Lu Cont Remix) | 7:51     |  |

| Lado AA |                                                 |          |  |
| N.º     | Título                                          | Duración |  |
| 1.      | «A Pain That I'm Used To» (Jacques Lu Cont Dub) | 8:00     |  |

12 pulgadas Mute L12 BONG 36  A Pain That I'm Used To
| Lado A |                                                     |          |  |
| N.º    | Título                                              | Duración |  |
| 1.     | «A Pain That I'm Used To» (Bitstream Threshold Mix) | 6:07     |  |

| Lado AA |                                                    |          |  |
| N.º     | Título                                             | Duración |  |
| 1.      | «A Pain That I'm Used To» (Bitstream Spansule Mix) | 7:21     |  |

### Digital
| Sire/Reprise/Mute DJ Version A Pain That I'm Used To |                                                     |          |  |
| N.º                                                  | Título                                              | Duración |  |
| 1.                                                   | «A Pain That I'm Used To» (Jacques Lu Cont Remix)   | 7:51     |  |
| 2.                                                   | «A Pain That I'm Used To» (Jacques Lu Cont Dub)     | 7:59     |  |
| 3.                                                   | «A Pain That I'm Used To» (Goldfrapp Remix)         | 4:39     |  |
| 4.                                                   | «A Pain That I'm Used To» (Bitstream Spansule Mix)  | 7:22     |  |
| 5.                                                   | «A Pain That I'm Used To» (Telex Remix)             | 3:26     |  |
| 6.                                                   | «A Pain That I'm Used To» (Bitstream Threshold Mix) | 6:07     |  |
| 7.                                                   | «Newborn» (Foster Remix by Kettel)                  | 5:28     |  |

## Vídeo promocional
"A Pain That I'm Used To" fue dirigido por Uwe Flade, quien realizó el vídeo de "Precious" del mismo álbum y anteriormente había realizado "Enjoy the Silence 04" para la banda.
A diferencia de aquellos, éste fue en completa acción real y en locaciones mostrando una salvaje carrera de autos entre dos chicas al tiempo que la banda toca el tema al aire libre en una paisaje igual de árido que la pista de carreras. Su mayor detalle es que DM aparece como cuarteto, con un baterista.
Aunque es el único vídeo en acción real dirigido por el realizador, como en sus otros cortometrajes agregó una parte de animación por computadora en el motor de los coches de carrera; la imagen con la cual abre y cierra el vídeo.
El video se incluye en la edición en DVD de "A Pain That I'm Used To" y en Video Singles Collection de 2016.

## En directo
"A Pain That I'm Used To" fue el tema abridor durante los conciertos de la gira Touring the Angel, por lo cual fue prácticamente de los únicos de una verdadera consistencia en cada presentación. Después, se retomó como tema rotativo para la gira Delta Machine Tour, pero en la mezcla de Jacques Lu Cont; posteriormente apareció en la misma forma durante el Global Spirit Tour y en el Memento Mori World Tour.
En directo, como todos los temas tardíos de DM, la canción se interpreta de modo más acústico que sintético, con batería y cuerdas graves de guitarra, y el estribillo se llega a cantar hasta a cuatro voces.

## Posicionamiento
| Listas (2005)                    | Mejor posición |
| -------------------------------- | -------------- |
| Austrian Singles Chart           | 24             |
| Danish Singles Chart             | 3              |
| Finnish Singles Chart            | 15             |
| French Singles Chart             | 96             |
| German Singles Chart             | 11             |
| Italian Singles Chart            | 2              |
| Dutch Singles Chart              | 27             |
| Spanish Singles Chart            | 1              |
| Swedish Singles Chart            | 13             |
| Swiss Singles Chart              | 23             |
| UK Singles Chart                 | 15             |
| US Billboard Hot Dance Club Play | 6              |